# 沈志亮

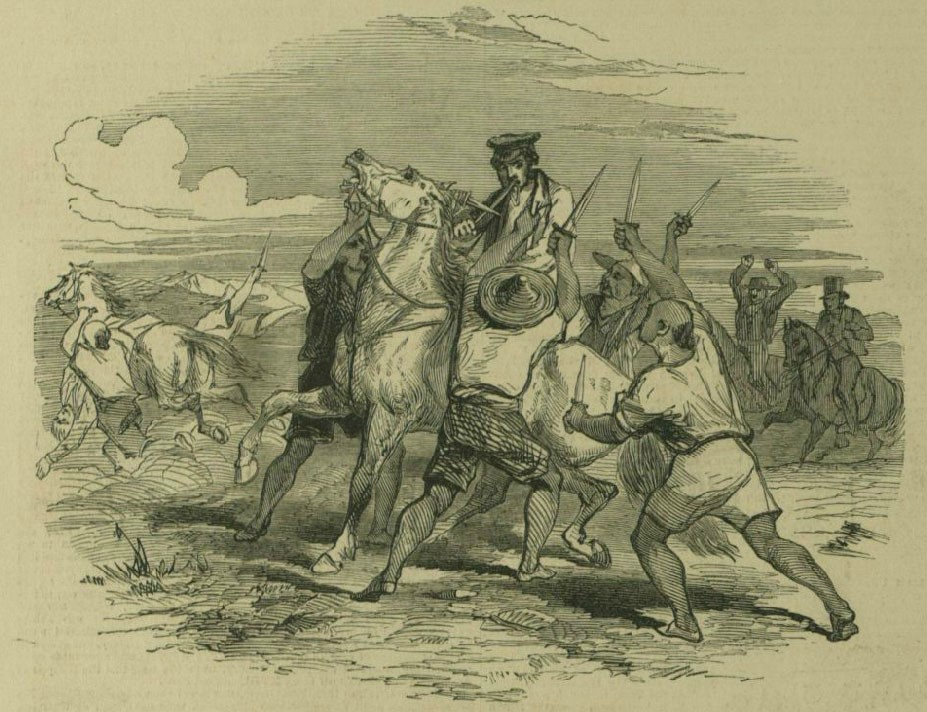
刺殺亞馬留

沈志亮（?—1849年），原籍福建，廣東省香山縣龍田村人（位於今澳門望廈地區）。家境清貧，以捕魚種菜為生。
葡萄牙帝國派駐的澳門總督亞馬留將軍因要開闢馬路，要求龍田村人民搬遷祖墳，同意的得白銀二兩四錢，反對的強迫挖墓，並把骸骨拋入海中，而沈志亮的祖墳就是這樣被鏟平。沈志亮深感不滿，與郭金堂、李寶、張根、陳發等七人立誓殺死亞馬留。
8月22日，亞馬留與副官到關閘附近打鳥，遭到伏擊，沈志亮的襲擊獲得了成功，斬去了亞馬留的首級和左臂，副官負傷逃走。後來葡萄牙帝國政府要求清政府交出殺死亞馬留總督的犯人，沈志亮為保村民性命而向清政府挺身自首，清政府在葡萄牙政府壓力下將其處死。在今日珠海市前山街道有沈志亮的紀念墓。

## 影视形象
- 2004年澳门电视剧《铁血莲花》- 谢君豪饰演（剧中名林伟良）